# Іванов Ілля Іванович (декабрист)

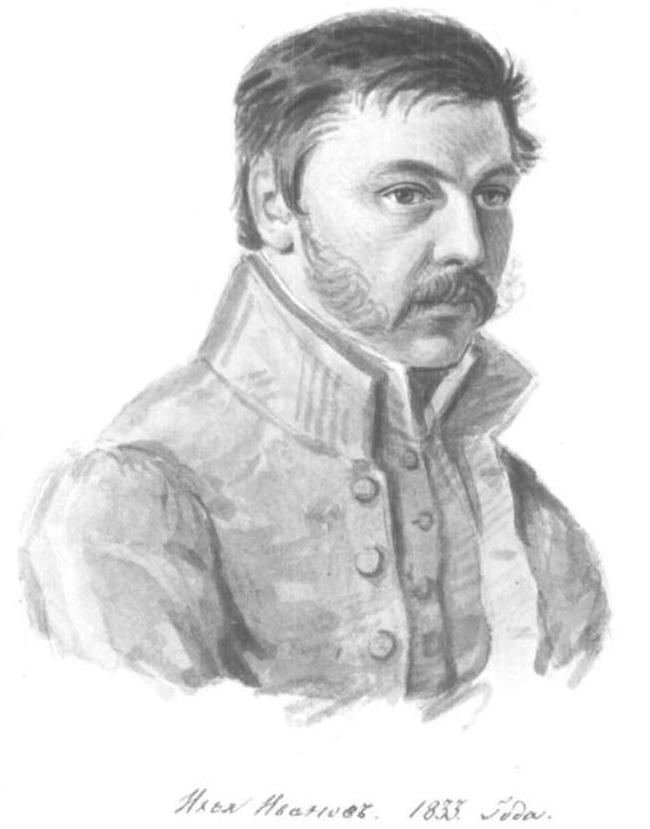
Іванов Ілля Іванович. 1833 рік. Акварель Бестужева.

Іванов Ілля Іванович (1800 — 26 грудня 1838) — декабрист, член  Товариства об'єднаних слов'ян, чиновник X класу, бухгалтер польового провіантського коміссіонерства 3-го піхотного корпусу.

## Біографія
З дітей листоноші. Мати — Олена NN (в 1826 році їй було 63 роки), вдова після другого чоловіка, унтер-офіцера Кармащукова, жила у своєму будиночку в Житомирі. 
Виховувався в Житомирі у приватних вчителів. У службу вступив  листоношею в 1812 році. До 1824 року дослужився до  губернського секретаря, з січня 1825 року колезький секретар, з 12 жовтня 1825 року бухгалтер польового провіантського коміссіонерства 3-го піхотного корпусу.
Вступив до  Товариства об'єднаних слов'ян в 1825 році. На з'їзді у березні 1825 року в Чернихові (за 25 кілометрів від Житомира) обраний секретарем товариства. Визнаний винним у тому, що знав про наміри товариства  почати дії проти існуючого правління  Олександра I у 1826 році, про намір ввести республіканське правління, був присутній на нараді у  Андрієвича, де обговорювалося питання про винищення царської сім'ї. Підтримував листування з Борисовими,  Громніцьким,  Тютчевим і схиляв їх до спільних дій. Наказ про арешт від 14 лютого 1826 року, привезений з Житомира до Петербурга на головну гауптвахту — 27 лютого, переведений у  Петропавловську фортецю - 3 березня 1826 року. 
Засуджений за IV розряду і по конфірмації 10 липня 1826 року засуджений на каторжні роботи на 12 років, термін скорочений до 8 років - 22 серпня 1826 року. 
Відправлений з Петропавлівської фортеці до Сибіру - 24 січня 1827 року. Доставлений до  Читинського острогу - 9 березня 1827 року, прибув до  Петровський завод у вересні 1830 року. У 1832 році звернений на поселення в с. Верхньо-Острожне Ідінської волості Іркутського округу, прибув туди в 1833 році. Помер раптово. 
Великий шанувальник  Михайла Луніна, в Сибіру читав і переписував його антиурядові політичні твори.